# Huiscapi
Huiscapi es un pequeño poblado de Chile, ubicado en la región de La Araucanía. Posee una población aproximada de 2300 habitantes. Distante a 25 km de Loncoche y 20 km de Villarrica.

## Historia
Para los inicios de 1934 ya pasaba por la pequeña aldea la nueva  línea del ferrocarril que iba de Loncoche a Villarrica, por lo tanto los vecinos ansiaban que se aprobaran los planos de la nueva población. Pero se tuvo que esperar hasta el Decreto N° 950 de fecha 27 de agosto de 1958 , fecha de creación del Pueblo de Huiscapi.